# 팔기만주씨족통보
《어제팔기만주씨족통보》(御製八旗滿洲氏族通譜, 만주어: ᡥᠠᠨ ‍‍‍ ‍ᡳ
ᠠᡝᡵᡝᡥᡝ
ᠵᠠᡴᡡᠨ
ᡤᡡᠰᠠᡳ
ᠮᠠᠨᠵᡠᠰᠠᡳ
ᠮᡠᡴᡡᠨ
ᡥᠠᠯᠠ
ᠪᡝ
ᡠᡥᡝᡵᡳ
ᡝᠵᡝᡥᡝ
ᠪᡳᡨᡥᡝHan-i Araha Jakūn Gūsai Manjusai Mukūn Hala be Uheri Ejehe Bithe)은 《팔기만주씨족통보》(八旗滿洲氏族通譜, 만주어: ᠵᠠᡴᡡᠨ
ᡤᡡᠰᠠᡳ
ᠮᠠᠨᠵᡠᠰᠠᡳ
ᠮᡠᡴᡡᠨ
ᡥᠠᠯᠠ
ᠪᡝ
ᡠᡥᡝᡵᡳ
ᡝᠵᡝᡥᡝ
ᠪᡳᡨᡥᡝJakūn Gūsai Manjusai Mukūn Hala be Uheri Ejehe Bithe),《팔기씨족통보》(八旗氏族通譜), 《만주성씨통보》(滿洲姓氏通譜)라고도 한다.
원문
八旗滿洲, 姓氏衆多, 向無彙載之書, 難於稽考, 著將八旗姓氏, 詳細査明, 幷從前何時歸順情由, 詳記備載, 纂成卷帙, 候朕覽定刊刻, 以垂永久。 著滿洲大學士, 會同福敏、徐元夢, 遵照辦理。— 청고종순황제실록

해석
팔기만주(八旗滿洲)의 성씨가 너무 많은데도 여태껏 이를 모아서 기록한 책이 없어, 이들의 성씨를 고찰하기 어려우니, 팔기의 성씨를 자세히 조사함과 동시에 예전 어느 때 귀순하였는 지 그 사정을 상세하고 자세히 기록하여 책으로 엮으면, 짐이 그 책을 다 보고 초고가 확정한 것을 기다렸다가, 이를 간각하여 후세에 남기도록 하라. 이 일은 만주의 대학사(大學士)들인 복민(福敏)·서원몽(徐元夢) 등이 회동하여 짐이 하명한 대로 처리토록 하라

한문본 《통보》(通譜) 80권은 청 제국 때 화석화친왕(和硕和亲王, 만주어: ᡥᠣᡧᠣᡳ
ᡥᡡᠸᠠᠯᡳᠶᠠᡴᠠ
ᠴᡳᠨ
ᠸᠠᠩ Hošoi Hūwaliyaka Cin Wang) 훙 저오(弘晝, 만주어: ᡥᡡᠩ
ᠵᡝᡠ Hūng Jeo)·오르타이·푸민(福敏, 만주어: ᡶᡠᠮᡳᠨ Fumin)·쉬유완멍(徐元夢, 만주어: ᠰ‍ᡳᠣ‍ᡳ
ᠶᠤᠸᠠᠨ
ᠮᡝᠩ Sioi Yuwan Meng) 등이 건륭제의 칙명을 받들어 편찬한 것이다. 이 책은 한 질이 80권으로 되어 있고, 옹정 13년(1735)에 편찬을 시작하여 건륭 9년(1744)에 완성하였다.

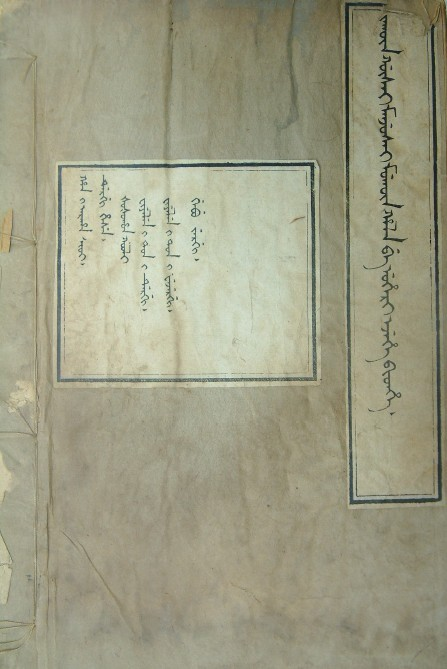
《팔기만주씨족통보》제1책의 봉면. 어제서(御製序), 상유(上諭), 범례(凡例)이 수록됐고 편장을 상편(上篇)·하편(下篇)으로 나뉘어 수록했으며 직명(職名)을 실었다고 적혀있다.

만·한(滿漢) 두 가지 원문으로 나뉘었다. 내용은 팔기만주(八旗滿洲)의 각성 씨족의 원류세계(源流世系)·초거지(初居地) 및 귀부연월(歸附年月)을 포괄하고 있다. 성씨의 분류는 동성자는 본거지로써 분류하되 각각 그들의 수성의 근원 및 초기 거주지를 기록하고, 동성이거자(同姓異居者)는 그 지역으로써 구분하였으며, 사성자(賜姓者)는 그 사유를 상술하였다. 각 성씨는 모두 대성을 첫 머리에 두고 각 간략한 전기를 두었다. 몽골과 고려인으로 오래 전부터 팔기에 속한 자들도 역시 그들의 소종래(所從來)를 거슬러 올라가 끄트머리에 부록으로 실었다. 만주족의 근원 및 명말청초의 만주의 종족 분포를 연구하는 데 있어 중요한 참고자료이다.
《팔기만주씨족통보》에 기록된 만주씨족은 무려 1114개에 달하며, 그 중에서 이름난 가문으로는 구왈갸 하라(瓜爾佳氏), 뇨후루 하라(鈕祜祿氏), 슈무루 하라(舒穆祿氏), 타타라 하라(他塔喇氏), 교로 하라(覺羅氏), 나라 하라(那拉氏)가 기록되어 있다.